# Heteralentia ptycholepis
Heteralentia ptycholepis är en ringmaskart som först beskrevs av Grube 1878.  Heteralentia ptycholepis ingår i släktet Heteralentia och familjen Polynoidae. Inga underarter finns listade i Catalogue of Life.